# X-Men: Mutant Academy
X-Men: Mutant Academy es un videojuego de lucha en 2.5D, desarrollado por Paradox, la compañía detrás del videojuego Wu-Tang: Shaolin Style de Activision y la misma que nunca llegó a publicar Thrill Kill. Está basado en los personajes de X-Men propiedad de Marvel Comics.

## Secuelas
X-men: Mutant Academy es un videojuego de lucha que utiliza seis botones, tres botones para puñetazos y tres para patadas. El videojuego fue seguido por dos secuelas: X-Men: Mutant Academy 2 y X-Men: Next Dimension. Los personajes pueden ser jugados tanto con sus trajes de cómics y sus trajes de la película X-Men de 2000. Personajes que no estuvieron presentes en esa película recibieron trajes con un diseño similar.

## Lanzamiento
Este videojuego fue lanzado para Game Boy Color y PlayStation en julio del año 2000. Tiempo después estaba previsto una versión para Nintendo 64, pero nunca fue lanzado oficialmente.

## Personajes
Hay diez personajes seleccionables desde el Universo X-Men, todos ellos seleccionables desde el principio en el modo versus, pero los cuatro jefes deben ser desbloqueados para jugar como en todos los otros modos.

### Disponibles
- Cíclope
- Wolverine
- Gambit
- Storm
- Beast (único personaje que no está presente en la versión de Game Boy)
- Phoenix ((un personaje secreto en la versión de Game Boy))

### Ocultos
- Toad
- Mystique
- Magneto
- Sabretooth

### Exclusivos en Game Boy
- Pyro
- Apocalipsis

## Recepción
La versión de PlayStation recibió críticas mayormente mixtas, sin embargo la versión de Game Boy Color recibió críticas generalmente negativas.